# Roberto Haver
Roberto Haver (1961) è un astronomo non professionista (astrofilo) italiano.
Roberto Haver da oltre 20 anni si occupa di Astronomia amatoriale, in particolare 
si è dedicato all'osservazione di comete, ne ha osservate oltre 100, di meteore e bolidi, visualmente, fotograficamente e con telecamere, 
di follow up di asteroidi near-Earth (NEA) e di comete. Fa parte del team di astrofili che gestiscono l'Osservatorio di Frasso Sabino. 
Tra i contributi all'Astronomia dati da Haver si può citare la prescoperta della cometa 
109P/Swift-Tuttle nel 1992, la conferma e la caratterizzazione dei parametri dello sciame meteorico delle Alpha Monocerontidi nel 1995, l'osservazione dell'inaspettata pioggia delle Bootidi di Giugno del 1998, la coscoperta dell'asteroide 34138 Frasso Sabino nel 2000, la scoperta dell'asteroide 257439 Peppeprosperini nel 2010, numerose prescoperte di asteroidi e comete, è stato uno degli scopritori di un'immagine di una cometa sconosciuta.
L'asteroide 14919 Robertohaver, precedentemente noto come 1994 PG, è a lui intitolato .